# 日立ハローサタデー
日立ハローサタデー（ひたちハローサタデー）は、1970年代から1990年代にかけて文化放送で毎週土曜日に放送したラジオ番組。

## 概要
1977年10月1日から1991年10月5日まで、14年間放送した。日立製作所の一社提供番組で、当初は『Lo-D YOUNG SOUND』がサブタイトルに付いていた。番組後期は『日立ハローサタデー・マジカルチャンネル』がサブタイトルとなった。
当初から、東京・銀座の日立ローディープラザからの公開生放送で、歌手、アイドルなどのゲストによるミニコンサートとトークを生中継していた。1981年当時は、小林まさひろの中継コーナー『小林くんの外回りコーナー』が存在し、1986年当時（『チャゲ&優子のミュージックプラザ』時代）は、番組前半はトークとはがき紹介・ヒット曲紹介の録音パート、後半はローディープラザから大久保良太の司会による生放送の“半録半生”の構成だった。また、『小堺一機のヤングプラザ』時代には『今週の名セリフ』、『カズキダス』（小堺が独断と偏見で解説するコーナー）、『オープン留守番電話』（リスナーの留守電メッセージを紹介）などのコーナーがあった。中継コーナーでは当時小堺と同じ事務所に所属していた堀敏彦（後にテレビ新潟アナウンサー）が担当したが、仕事の都合で代役を務めた回もあった。
また、当番組の主な企画には『作詞大賞』、『マジカル劇団オーディション』（第一期生オーディション開催は1989年6月）などがあった。
『ミュージックプラザ』時代のオープニングテーマ曲は、RAH bandの曲『Roll me dewn to Rio』、エンディング曲はThe funky fish filletの曲『メゾ・フォルテ』だった。

## パーソナリティー
- 山本伸吾・志賀正浩（初代パーソナリティ、1977年10月1日 - 1978年9月）
- 橋本テツヤ（1978年10月 - 1980年3月29日）
- 所ジョージ（1980年4月5日 - 1981年4月4日）
- 九十九一（1981年4月11日 - 1982年10月2日）
- 鈴木ヒロミツ・川口雅代（1982年10月9日 - 1983年9月10日）
- 谷村新司（1983年10月1日 - 1984年9月29日。タイトルは『谷村新司のミュージックプラザ』）
- チャゲ・石川優子（1984年10月6日 - 1987年5月30日。タイトルは『チャゲ&優子のミュージックプラザ』）
- 小堺一機・島田奈美（1987年6月6日 - 1991年10月5日。タイトルは『小堺一機のヤングプラザ』）